# Küf Kaufmann
Küf Kaufmann (* 6. Mai 1947 in Marx, Russische SFSR, Sowjetunion) ist ein deutscher Autor, Regisseur und Kabarettist.

## Leben
Nach dem Besuch der Schule begann der Sohn eines Kfz-Ingenieurs ein Studium an der Regiefakultät der Fachhochschule für Kultur in Leningrad. Nach seinem Abschluss wurde er Regisseur am Volkstheater „Karelia“ in Petrosawodsk. Im Rahmen der Ableistung des Militärdienstes wurde er 1971 Regisseur des „Gesangs- und Tanzensembles der Roten Armee“ in Leningrad. Danach wurde er freiberuflicher Mitarbeiter vom staatlichen Leningrader Radio und Fernsehen und bei zahlreichen Zeitungen und Zeitschriften. Von 1980 bis 1990 arbeitete er als Regisseur am Revuetheater „Staatliche Leningrader Music-Hall“.
Bei einem Gastspiel des Berliner Friedrichstadtpalastes in Leningrad wurde vereinbart, dass er eine gemeinsame Revue einstudieren sollte, doch als er 1990 in Berlin eintraf, war der einladende Intendant entlassen und das Angebot hinfällig. Er blieb trotzdem in Deutschland, schlug sich mit verschiedenen Jobs durch und holte seine Familie nach. Seit 1991 lebt er in Leipzig und arbeitete bei verschiedenen Unternehmen, unter anderem auch als freier Mitarbeiter bei der Leipziger Volkszeitung als Cartoonist. Zwischen 1997 und 2003 wirkte er bei verschiedenen Fernsehproduktionen mit und führte an verschiedenen Leipziger Bühnen Regie. Seit dem Jahr 2000 hatte er zahlreiche Kabarett-Auftritte, unter anderem in der Pfeffermühle in Leipzig, der Distel in Berlin, der Herkuleskeule in Dresden und im neuen theater in Halle. Dabei trat er mit dem Buchautor und Kabarettist Bernd-Lutz Lange mit dem Programm „Fröhlich & Meschugge“ (Sächsischer und Jüdischer Humor in Szenen, Liedern und Geschichten) auf. Im Jahr 2003 wurde er Art Director des Kleinkunsttheaters „Riverboat-Bühne“ in Leipzig.
Kaufmann ist seit 2005 Vorsitzender der Israelitischen Religionsgemeinde zu Leipzig und Präsidiumsmitglied des Landesverbandes der Jüdischen Gemeinde in Sachsen. Außerdem engagiert er sich in der „Vereinigung der Ausländischen Bürger im Freistaat Sachsen e.V.“. Weiterhin ist er Mitglied der Integrationskommission des Zentralrats der Juden in Deutschland und seit dem 28. November 2010 bis 2022 war er auch Mitglied im Präsidium des Zentralrats. Er engagiert sich auch im Zentrum der jüdischen Kultur, dem sogenannten Ariowitsch-Haus in Leipzig. Im Juni 2025 wurde er mit dem Sächsischen Verdienstorden ausgezeichnet.
Seine Tochter Ekaterina studierte an der Hochschule für Film und Fernsehen „Konrad Wolf“ in Potsdam und ist unter dem Künstlernamen Kat Kaufmann als Sängerin, Komponistin, Produzentin, Schriftstellerin und Übersetzerin tätig.

## Veröffentlichungen
- (mit Bernd-Lutz Lange): Fröhlich und meschugge. Leipzig 2001 (Audio-CD)
- Wodka ist immer koscher. Roman. Aufbau, Berlin 2011, ISBN  978-3-351-03343-9.